# جميلة (قبيلة)

الجميلات أو جميلة هي قبيلة عربية من قبائل شبة الجزيرة العربية استوطنت في نجد والحجاز وهاجر جزء منها مع تغريبة بني هلال في القرن الخامس الهجري إلى الشام ومن ثم إلى مصر. وبقي منهم جزء في نجد يسكن الأفلاج. ثم بعد المعركة مع الشريف تفرقت القبيلة فمنهم من رحل إلى شرق الجزيرة العربية ومنهم إلى شمالها ومنهم من انتقل إلى العراق وبقي جزء منهم في الأفلاج اندمجوا مع بعض القبائل.

## نسب القبيلة
ينتسبون للأمير فيصل الجميلي وهم من ذرية علي بن محمد بن الأمير فيصل «انظر أصلهم عند سعيد عايد الجميلي،  وصادق الجميلي» هكذا جاء نسب الجميل الذين دخلوا حلفا مع قبيلة بني حسن الهلإلية قبل 300 سنة وهؤلاء الجميل أبناء عم قبيلة الجميل الهلالية) فهم أبناء علي بن محمد بن فيصل نسبة للأمير فيصل (فيصل الجميلي) أبي الكرم بن عوف بن سعد بن بغيض بن عمران بن عدي بن أسامة بن عوف بن ثعلبة بن عوف بن صفوان بن الحرث بن جميلة (عايد) بن فضل بن ضباب بن كلاب بن حارثة بن عبد الله بن عبد مناف بن هلال بن عامر بن صعصعة بن معاوية بن بكر بن هوازن. والنسب إلى القبيلة بالشكل التالي: الجَميلي أو الجُميلي وجمعها الجميل وجميلة والجميلات وعيال جامل وعيال الجُميْلي، وبني خرص.

## الفروع
تنقسم قبيلة الجميل الهلالية في المملكة العربية السعودية والكويت إلى قسمين رئيسين هما:

### أ-الغنيمان
وينقسمون إلى:
الدهاموهم:
1. المنيجل
2. الخليف
3. المسلم

- البسام
- الجريشان
- اللويفي
- النصافية
- الثنيان
- العنيزان

أفخاذ قبيلة جميلة الهلالية في السعودية والكويت

- النتيفات والغرره والكبرا تحالفوا مع الدواسر

### فروع القبيلة في العراق

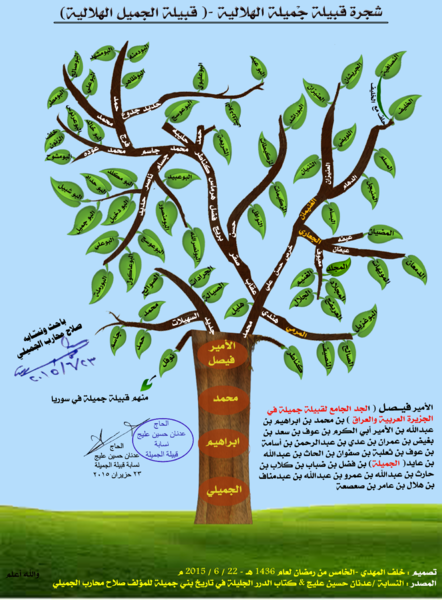
مشجرة قبيلة الجميل الهلالية

### ب-الجعاري

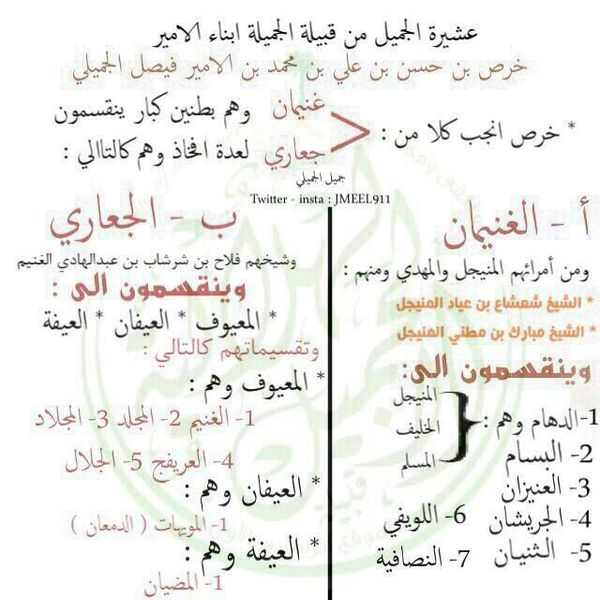
أفخاذ قبيلة الجميل الهلالية

وينقسمون إلى:
- الغنيم
- المجلاد
- المجلد
- الدمعان
- المضيان
- العريفج
- الجلال

### فروع القبيلة في العراق[5]
- الموسى حويجه
- البو رملة
- البو حداد
- البو نصر الله
- البومكلد
- البو عبيد الجريو
- البو حسين محمد
- البو خلف المحمد
- البو دخيل
- البو جميل
- البو شبيل
- البو علي الحديد
- البو عاكول
- البو عوسج
- البو مطر
- البو وليد
- البو جاسم
- البو فرج الجاسممشجرة قبيلة الجميل الهلالية
- البو عليوي
- البو محمد الجاسم
- البو خالد
- البو راشد
- المرمي
- البو صالح
- (البو داود

## أماكن القبيلة
تقطن قبيلة الجميل الهلالية الوطن العربي كالتالي:
- الخليج العربي:
  - السعودية
    - حفر الباطن
    - رفحاء
    - هجرة الحدقة
    - الهدار
    - شعبة نصاب
    - طريف
    - الأفلاج
    - المنطقة الشرقية

  - الكويت
  - العراق
  - البحرين
  - الإمارات
  - سلطنة عمان
  - قطر
- بلاد الشام
  - سوريا
  - الأقاليم السورية الشمالية
  - الأردن
- مصر

### قصر سلمى
قصر سلمى هو قصر كبير كثير الأسوار المتكررة حماية لساكنيه، جدره سليمة إلى اليوم، ويقع في قرية البديع الشمالي عرض حائطه أربعة أمتار وإذا أعتلى قل عرضه وارتفاعه عشرة أمتار أو تزيد، والقلعة مصممة على شكل سداسي كل زاوية لها برج للمراقبة والدفاع ويحيط بالقصر خندق عرضه عشرة أمتار وعمقه مثلها يُملأ بالماء في حالة الشدة والخوف وقد بناه الأمير حماد الجميلي في منتصف القرن العاشر الهجري حماية لنفسه وقبيلته من هجوم شريف مكة ولما علم الشريف بذلك ارسل جيشا لمحاربته وجاء الجيش ومكث عند القصر أربعين يوما ولم يستطع اقتحامه ولما رجع القائد للشريف قال له وجدنا سلمى اسفلها بالماء وأعلاها في السماء وفي عام 989هـ قدم الشريف إلى الخرج للقضاء على فتنة هناك وبعده توجه للبديع لمقابلة حماد الجميلي بنفسه وتمكن من القضاء على ثورته وارغامه على دفع الأتاوه. ولعل سبب تسمية هذا القصر بقصر سلمى هو أن هذه القبيلة تكنى بـ (أخوان سلمى) فنسبة إلى هذه الكنية سمي هذا القصر.

## النخوة والألقاب
1. أخوان سلمى: حيث ينتخون بسلمى نسبة إلى أختهم سلمى الذي لا زال قصرها الأثري في الأفلاج يسمى بها «قصر سلمى».[2]
2. أولاد عايد (تلكاهم بالشدايد): وهي نخوتهم في العراق.[3]
3. بني خرص: نسبة إلى جدهم خرص الجميلي